# Brachioteuthidae
Brachioteuthidae Pfeffer, 1908 è una famiglia di calamari appartenente all'ordine Oegopsida.

## Distribuzione e habitat
La famiglia ha distribuzione cosmopolita. Brachioteuthis riisei è comune nel mar Mediterraneo. Sono cefalopodi epi e mesopelagici che effettuano migrazioni nictemerali per cui di notte si trovano a relativamente basse profondità mentre nelle ore diurne discendono fino a oltre 1000 metri.

## Descrizione
La caratteristica distintiva principale di questa famiglia consiste nella presenza di piccole ventose disposte in numerose serie sulla parte prossimale, definita mano, della clava tentacolare. Nel dattilo, l'estremità distale della clava, ha 3/4 serie di ventose. Le ventose della clava tentacolare sono caratterizzate dall'essere inserite su uno stelo sottile e inusualmente lungo e di espandersi all'estremità. La mano della clava tentacolare è particolarmente ampia. Le braccia hanno ventose biseriate. Il mantello è allungato e slanciato, ha una muscolatura sviluppata ma la parete è molto sottile. Le pinne sono abbastanza piccole e poste all'estremità posteriore del corpo; hanno forma romboidale o cuoriforme, con il margine anteriore che termina con due lobi. Alcune specie portano un fotoforo al di sotto di ciascun occhio. 
I giovanili e le paralarve appaiono abbastanza diversi dagli adulti con pinne ovali e separate fra loro, collo che unisce testa e mantello particolarmente allungato, mantello spesso bulboso e tentacoli più spessi delle braccia.
Il mantello misura fino a 20 cm di lunghezza.

## Biologia

### Riproduzione e sviluppo
Almeno una specie di Brachioteuthis depone uova planctoniche singole, adattamento presente tra gli Oegopsida solo negli Enoploteuthidae. Le paralarve stazionano con la testa in basso e i tentacoli pendenti per imitare le meduse; più in generale sono stati osservati cambiamenti repentini dell'aspetto delle paralarve durante lo sviluppo in concomitanza con cambiamenti dello stile di vita dell'animale.

### Predatori
I Brachioteuthidae svolgono un ruolo importante nelle catene alimentari delle zone epipelagiche e mesopelagiche. Tra i predatori noti sono tonni e pesci spada.

## Tassonomia
La determinazione a livello specifico è complicata, per questo motivo è incerto quante specie valide realmente esistano e se talune specie descritte non siano che stadi ontogenetici di altre specie note.

### Generi e specie
Alla famiglia appartengono 2 generi e 7 specie.
- Genere Brachioteuthis
  - Brachioteuthis beanii
  - Brachioteuthis behnii
  - Brachioteuthis bowmani
  - Brachioteuthis picta
  - Brachioteuthis riisei
  - Brachioteuthis linkovskyi
- Genere Slosarczykovia
  - Slosarczykovia circumantarctica